# 李宗商
李宗商（1457年—？），字尚質，直隸永平府灤州樂亭縣人，民籍，明朝政治人物。

## 生平
順天府鄉試第四十五名舉人。弘治三年（1490年）中式庚戌科會試第四十六名，二甲第四十七名進士。授户部主事，历员外郎中，升太仆寺少卿。官两淮運使，正德三年（1508年）二月考察劾黜。

## 家族
曾祖李伯通；祖父李昇，贈知縣；父李霖，府通判。前母王氏；母田氏（封孺人）；繼母徐氏。具慶下。